# Splintered
Splintered est une saga en trois tomes d’A.G. Howard, de son nom complet Anita Grace Howard, parue entre 2013 et 2015. 

## Description
Le premier tome s'appelle Splintered, et a donné son nom à la saga. L’auteure a écrit ce premier tome en 6 mois, d’avril 2010 à octobre 2010. Ayant déjà de l’expérience dans l’écriture de romans fantasy plus sombres et destinés aux adultes, c’est le premier tome qu’elle écrit pour de jeune adulte. Splintered a été réécrit 5 fois avant de pouvoir être accepté par un éditeur. Le livre est inspiré des Aventures d'Alice au pays des merveilles. Deux autres tomes suivent : Unhinged en 2014, et  Ensnared en 2015. Cette saga se compose également de deux autres recueils, le premier, The Moth in the Mirror, est un livre numérique sorti en 2013 et le deuxième, Untamed, est sorti fin 2015. Ce dernier recueil de nouvelles donne un aperçu du passé et du futur des personnages de la saga. 
La série s'inspire des romans de Lewis Carroll, Les Aventures d'Alice au pays des merveilles et À travers le miroir. L'héroïne de la saga est une adolescente nommée Alyssa Gardner, présentée dans la série comme une descendante d'Alice Liddell. L'histoire peut ainsi être considérée comme une adaptation moderne des livres de Carroll.

## Origine du titre
L'auteure a intitulé son roman Splintered pour plusieurs raisons : le fait qu’Alyssa pense devenir folle comme toutes les femmes de sa famille (elle emploie le terme « splintered » pour caractériser sa folie, l’équivalent anglais de « divisé, éclaté »), le fait que le miroir qu’elle traverse soit brisé et le fait que le Pays des Merveilles auquel Alyssa s’attendait soit en réalité une version déformée du conte de Carroll.